# Joseph Clark (Tennisspieler)
Joseph Sill „Joe“ Clark (* 30. November 1861 in Germantown, Pennsylvania; † 14. April 1956) war ein US-amerikanischer Tennisspieler.

## Biographie
Clark studierte an der Harvard University.
Im Intercollegiate Championship 1883 schlug er als Harvard-Champion seinen Kommilitone und US-amerikanischen Meister Richard Sears. Die Doppelkonkurrenz gewann er zusammen mit Malcolm Chace.
1885 gewann Clark zusammen mit Richard Sears die Amerikanischen Tennismeisterschaften im Doppel gegen Henry Slocum und Wallace P. Knapp in drei Sätzen mit 6:3, 6:0 und 6:2. Im Einzel schaffte er in den Jahren 1885 bis 1887 den Einzug in das Halbfinale.
Von 1889 bis 1891 war Clark Präsident der United States Lawn Tennis Association (USLTA).
Mit seiner Ehefrau Kate Richardson Avery (* 10. Juli 1868) hatte er zwei Kinder, Joseph Sill II (* 21. Oktober 1901) und Avery Borodell (* 2. März 1904).
Im Jahr 1955 wurde Clark in die neu gegründete International Tennis Hall of Fame aufgenommen. Sein älterer Bruder Clarence Clark wurde 1983 ebenfalls aufgenommen.